# 第21回日本アカデミー賞
第21回日本アカデミー賞は、1998年（平成10年）3月6日に行われた日本アカデミー賞の発表・授賞式。
新高輪プリンスホテルで開催され、司会は関口宏と浅野ゆう子が務めた。関口はこの回から第32回まで司会を務める（歴代で一番長い）。
日本テレビでの放送枠は第16回以来の金曜放送となったが、今回からは現在に至るまで『金曜ロードショー→金曜ロードSHOW!』枠外での放送となる。

## 最優秀作品賞
- もののけ姫

### 優秀作品賞
- うなぎ
- 東京日和
- 誘拐
- ラヂオの時間

## 最優秀監督賞
- 今村昌平（うなぎ）

### 優秀監督賞
- 大河原孝夫（誘拐）
- 竹中直人（東京日和）
- 三谷幸喜（ラヂオの時間）
- 森田芳光（失楽園）

## 最優秀脚本賞
- 三谷幸喜（ラヂオの時間）

### 優秀脚本賞
- 岩松了（東京日和）
- 筒井ともみ（失楽園）
- 冨川元文・天願大介・今村昌平（うなぎ）
- 森下直（誘拐）

## 最優秀主演男優賞
- 役所広司（うなぎ）

### 優秀主演男優賞
- 唐沢寿明（ラヂオの時間）
- 竹中直人（東京日和）
- 長塚京三（瀬戸内ムーンライト・セレナーデ）
- 役所広司（失楽園）
- 渡哲也（誘拐）

## 最優秀主演女優賞
- 黒木瞳（失楽園）

### 優秀主演女優賞
- 清水美砂（うなぎ）
- 鈴木京香（ラヂオの時間）
- 中山美穂（東京日和）
- 宮本信子（マルタイの女）

## 最優秀助演男優賞
- 西村雅彦（ラヂオの時間）

### 優秀助演男優賞
- 柄本明（うなぎ）
- 寺尾聰（失楽園）
- 永瀬正敏（誘拐）
- 西村雅彦（マルタイの女）
- 萩原聖人（CURE）

## 最優秀助演女優賞
- 倍賞美津子（うなぎ）

### 優秀助演女優賞
- 市原悦子（うなぎ）
- 酒井美紀（誘拐）
- 戸田恵子（ラヂオの時間）
- 星野知子（失楽園）

## 最優秀音楽賞
- 大貫妙子（東京日和）

### 優秀音楽賞
- 池辺晋一郎（うなぎ）
- 大島ミチル（失楽園）
- 服部隆之（誘拐）
- 服部隆之（ラヂオの時間）
- 本多俊之（マルタイの女）

## 最優秀撮影賞
- 木村大作（誘拐）

### 優秀撮影賞
- 小松原茂（うなぎ）
- 佐々木原保志（東京日和）
- 高瀬比呂志（失楽園）
- 高間賢治（ラヂオの時間）

## 最優秀照明賞
- 望月英樹（誘拐）

### 優秀照明賞
- 岩木保夫（うなぎ）
- 安河内央之（東京日和）
- 小野晃（失楽園）
- 上保正道（ラヂオの時間）

## 最優秀美術賞
- 池谷仙克（瀬戸内ムーンライト・セレナーデ）

### 優秀美術賞
- 稲垣尚夫（うなぎ）
- 小澤秀高（失楽園）
- 中澤克巳（東京日和）
- 部谷京子（誘拐）

## 最優秀録音賞
- 瀬川徹夫（ラヂオの時間）

### 優秀録音賞
- 北村峰晴（東京日和）
- 斉藤禎一（誘拐）
- 橋本文雄（失楽園）
- 紅谷愃一（うなぎ）

## 最優秀編集賞
- 長田千鶴子（誘拐）

### 優秀編集賞
- 阿部浩英（ラヂオの時間）
- 岡安肇（うなぎ）
- 奥原好幸（東京日和）
- 田中愼二（失楽園）

## 最優秀外国作品賞
- タイタニック

### 優秀外国作品賞
- イングリッシュ・ペイシェント
- エアフォース・ワン
- Shine/シャイン
- セブン・イヤーズ・イン・チベット

## 新人俳優賞
- 岡田義徳（ときめきメモリアル、現代仁侠伝）
- 上川隆也（東京夜曲）
- つんく (シャ乱Q)（シャ乱Qの演歌の花道）
- 木村佳乃（失楽園）
- 西田尚美（ひみつの花園、学校の怪談3）
- 広末涼子（20世紀ノスタルジア）
- 吉川ひなの（瀬戸内ムーンライト・セレナーデ、デボラがライバル）

## 話題賞

### 作品部門
- 新世紀エヴァンゲリオン劇場版 Air/まごころを、君に

### 俳優部門
- 西村雅彦（ラヂオの時間）

## 会長功労賞
- 徳間康快

## 会長特別賞
- 勝新太郎
- 杉村春子
- 田中友幸
- 西村晃
- 三船敏郎
- 萬屋錦之介

## 協会特別賞
- 角川歴彦
- 佛田洋をはじめとする特殊映像技術スタッフ
- 米良美一